# Exporecerca Jove
L'Exporecerca Jove és una fira internacional de recerca celebrada anualment a Barcelona. Se celebra a La Salle Universitat Ramon Llull, té una durada de tres dies i acumula un total de 25 edicions. Té per objectius: afavorir la recerca entre els joves, promoure l’intercanvi d’experiències i coneixement i potenciar la participació en altres fires i congressos d'àmbit nacional i internacional. La fira és organitzada per Magma, Associació per Promoure la Recerca Jove, una associació juvenil catalana d'àmbit estatal i sense ànim de lucre, integrada majoritàriament per estudiants universitaris i dedicada a la promoció i divulgació de la recerca jove.
La mostra acull al voltant de dos centenars de joves d'entre 12 i 30 anys procedents de centres de tot el territori català i alguns instituts de la resta de l'Estat espanyol (Galícia, Andalusia i el País Basc), que exposen els seus treballs davant del públic i un jurat professional. A més, l’Exporecerca Jove compta cada any amb la participació fora de concurs d'estudiants estrangers, procedents d'Eslovàquia, Bèlgica, França, Turquia, Brasil, el Kazakhstan, Rússia, Paraguai, Grècia, Colòmbia, República Txeca, Mèxic, Brasil, Argentina, Perú, Itàlia, Xina, Azerbaidjan i Emirats Àrabs.
Un jurat acreditat procedent de diversos àmbits acadèmics i professionals avalua els treballs presentats i el darrer dia lliura els premis, consistents en la participació dels seus autors en altres certamens de caràcter internacional: Intel ISEF als Estats Units, MOSTRATEC a Brasil, ESI o ESE (Milset), ENJOCITI a Argentina; DOESEF a Turquia, Expo Vedy a Eslovàquia, I giovani e le scienze a Itàlia, Galiciencia a Galícia o MOCICA/MOCINN i MCTEA a Brasil, entre d'altres.
Algunes de les entitats que abonen o patrocinen l'esdeveniment són l'Obra Social La Caixa, Universitat Ramon Llull, l'Ajuntament de Barcelona, la Fundació Catalana per la Recerca i la Innovació, la Fundación Española para la Ciencia y Tecnología (FECYT), el Consell Superior d'Investigacions Científiques (CSIC), la Fundació La Pedrera, Parc Científic de Barcelona, Societat Catalana de Biologia, Societat Catalana de Tecnologia, Intel-ISEF, la Fundació Grífols, Mu Alpha Theta, Ricoh Americas Corporation, Yale Science & Engineering Association, American Meteorological Society i el diari Ara, entre d'altres.